# Ветлуга (река)
Ветлу́га (на горномарийски: Вӹтлӓ; на марийски: Вӱтла) е река в Европейска Русия ляв приток на Волга. Дължината ѝ е 889 km, която ѝ отрежда 53-то място по дължина сред реките на Русия.
Река Вутлуга се образува от сливането на реките Бистра (лява съставяща) и Бърза (дясна съставяща) на 147 m н.в., на около 1,5 km източно от село Ивановское, Свечински район на Кировска област и се насочва на североизток. Постепенно реката завива на север, северозапад и запад, навлиза в Костромска област, където се насочва на югозапад и юг, като образува огромно коляно, изпъкнало на север. В тази част от течението ѝ долината ѝ еасиметрична – с ниски и полегати леви брегове и високи (на места до 100 m) десни брегове, изградени от мергели и пясъчници. След това реката продължава в южно направление, а след посьолок Варнавино, Нижегородска област – на югоизток, като запазва тази посока до устието си. В долното си течение долината ѝ става много широка, двата ѝ бряга са много ниски и се наводняват при пълноводие. Заливната ѝ тераса е осеяна с езера и старици, а скоростта на течението ѝ е малка. Влива се от север в Чебоксарското водохранилище, на 60 m н.в., в близост до посьолок Юрино, Република Марий Ел.
Водосборният басейн на Ветлуга обхваща площ от 39 400 km2, което представлява 2,9% от водосборния басейн на река Волга. Във водосборния басейн на реката попадат териториите (или части от териториите) на Вологодска, Кировска, Костромска, Нижгородска области и Република Марий Ел.
Границите на водосборния басейн на реката са следните:
- на запад – водосборните басейни на реките Керженец и Унжа, леви притоци на Волга;
- на север – водосборния басейн на река Северна Двина;
- на изток – водосборния басейн на река Вятка, десен приток на Кама, от басейна на Волга.

Река Ветлуга получава множество притоци, като 5 от тях са дължина над 100 km. По-долу са изброени всичките тези реки, за които е показано на кой километър по течението на реката се вливат, дали са леви (→) или (←), тяхната дължина, площта на водосборния им басейн (в km2) и мястото където се вливат.
- 682 ← Вохма 219 / 5560, при село Малое Рамене, Костромска област
- 434 → Нея 115 / 1370, при село Конево, Костромска област
- 403 → Голяма Какша 138 / 2250, при село Зиновиха, Нижегородска област
- 169 → Уста 253 / 6030, при село Площаниха, Нижегородска област
- 80 ← Люнда 121 / 1700, при село Красная лянда, Република Марий Ел

Подхранването на Сура е преобладаващо снежно. Среден годишен отток 255 m3/s. Пълноводието на реката е през май и юни. Замръзва в началото на ноември, а се размразява през април.
По течинето на реката са разположени множество населени места, в т.ч. 2 града и 6 посьолки:
- Костромска област – Шаря и посьолок Ветлужки;
- Нижегородска област – Ветлуга, посьолки Варнавино, Ветлужки, Красние Баки и Воскресенское;
- Република Марий Ел – посьолок Юрино

При пълноводие е Ветлуга е плавателна до село Малое Рамене, Костромска област, на 682 km при устието на река Вохма, а регулярно корабоплаване се извършва до град Шаря, Костромска област. Водите ѝ се използват основно за превоз на дървен материал.